# الیمونه
الیمونه (به عربی: اليمونه) یک منطقهٔ مسکونی در لبنان است که در بعلبک واقع شده‌است.
 الیمونه  ۲۰۰ نفر جمعیت دارد و ۱٬۳۷۴٫۹۷ متر بالاتر از سطح دریا واقع شده‌است.